# Lucius Gwynn
Pour les articles homonymes, voir Gwynn.
Lucius Henry Gwynn, est né le 5 mai 1873 à Ramelton dans le comté de Donegal (Irlande) et décédé le 23 décembre 1902 à Davos (Suisse). C’est un ancien joueur de rugby à XV qui a évolué avec l'équipe d'Irlande de 1893 à 1898 au poste de centre ou d'ailier. Lucius et ses frères ont évolué pour le Leinster. Lucius a joué pour l'université de Dublin.
Il a disputé son premier test match de rugby le 18 février 1893 contre l'équipe d'Écosse. Son dernier test match fut contre l'équipe d'Écosse le 19 février 1898.
Lucius Gwynn a remporté le Tournoi britannique de rugby à XV 1894. 
Il a été également joueur de cricket. Il a disputé 8 matchs de first-class cricket avec l'équipe d'Irlande, le Dublin University Cricket Club (en) et les Gentlemen dans le match traditionnel Gentlemen v Players (en).
Deux de ses frères ont également été internationaux irlandais de cricket (Arthur (en) et Robert (en)) tout comme son cousin Donough O'Brien (en).Un troisième frère, John (en) a disputé des matchs de first-class cricket en Inde, et son neveu John (en) a également joué pour Dublin University.
La détection tardive de la maladie de la tuberculose chez Lucius Gwynn a conduit à sa disparition le 23 décembre 1902, alors qu'il tentait de retrouver une bonne santé dans un établissement de soins suisse. Il avait seulement 29 ans.

## Palmarès

### Avec l'Équipe d'Irlande de rugby à XV
- 7 sélections en équipe nationale
- Sélections par années : 1 en 1893, 3 en 1894, 1 en 1897, 2 en 1898
- Tournois britanniques disputés: 1893, 1894, 1897, 1898
- Vainqueur du tournoi en 1894